# Timur Magomedgadzhiev
Timur Magomedgadzhiev es un actor de cine ruso. Es conocido por su aclamada interpretación en la película Dos días, una noche dirigida por los hermanos belgas Jean-Pierre Dardenne y Luc Dardenne. Dicha interpretación le valió una nominación a Mejor actor de reparto en la 12° edición de los Premios de la Sociedad Internacional de Cinéfilos.

## Biografía
Nació en Daguestán, en la Rusia soviética, donde bailó con un conjunto folclórico y participó en obras escolares. Se graduó en la prestigiosa Academia Rusa de Artes Teatrales de Moscú.

## Filmografía

### Películas
- Dos días, una noche (2014)
- La chica desconocida (2016)
- El joven Ahmed (2019)
- Sauce à part (2021) - Cortometraje
- Barrage (2022) - Cortometraje

### Series
- Okkupert: 1 episodio (2017)

## Premios y nominaciones
| Año  | Premio/Festival de Cine                           | Categoría              | Película            | Resultado | Ref.  |
| ---- | ------------------------------------------------- | ---------------------- | ------------------- | --------- | ----- |
| 2015 | Premios de la Sociedad Internacional de Cinéfilos | Mejor actor de reparto | Dos días, una noche | Nominado  | [ 1 ] |